# 国際連合安全保障理事会決議の一覧 (1301-1400)
| 決議 | 日付           | 投票                 | 備考                                                                                           | 文書リンク                                   |
| --- | -------------- | -------------------- | ---------------------------------------------------------------------------------------------- | -------------------------------------------- |
| 2000年安全保障理事会理事国 · 中国 フランス ロシア イギリス アメリカ合衆国 · アルゼンチン バングラデシュ カナダ ジャマイカ マレーシア マリ ナミビア オランダ チュニジア ウクライナ             |                |                      |                                                                                                |                                              |
| 1301 | 2000年5月31日  | 採択 12-1-2          | 国際連合西サハラ住民投票ミッションの活動期限延長                                               | 原文 ウィキソース(英語)                      |
| 1302 | 2000年6月8日   | 全会一致             | 石油食料交換プログラムの活動期限延長                                                           | 原文 ウィキソース(英語)                      |
| 1303 | 2000年6月14日  | 全会一致             | 国際連合キプロス平和維持軍の活動期限延長                                                       | 原文 ウィキソース(英語)                      |
| 1304 | 2000年6月16日  | 全会一致             | 第二次コンゴ戦争について、ウガンダ、ルワンダ両軍の撤退を要請                                   | 原文 ウィキソース(英語)                      |
| 1305 | 2000年6月21日  | 採択 14-0-1          | 平和安定化部隊の活動期限延期                                                                   | 原文 ウィキソース(英語)                      |
| 1306 | 2000年7月5日   | 採択 14-0-1          | シエラレオネのダイヤモンド原石の禁輸                                                           | 原文 ウィキソース(英語)                      |
| 1307 | 2000年7月13日  | 全会一致             | 国際連合プレヴラカ監視団の活動期限延長                                                         | 原文 ウィキソース(英語)                      |
| 1308 | 2000年7月17日  | 全会一致             | 国際平和維持活動要員のHIV/AIDS問題                                                             | 原文 ウィキソース(英語)                      |
| 1309 | 2000年7月25日  | 全会一致             | 国際連合西サハラ住民投票ミッションの活動期限延長                                               | 原文 ウィキソース(英語)                      |
| 1310 | 2000年7月27日  | 全会一致             | 国際連合レバノン暫定駐留軍の活動期限延長                                                       | 原文 ウィキソース(英語)                      |
| 1311 | 2000年7月28日  | 全会一致             | 国際連合グルジア監視団の活動期限延長                                                           | 原文 ウィキソース(英語)                      |
| 1312 | 2000年7月31日  | 全会一致             | 国際連合エチオピア・エリトリア派遣団の設置について                                             | 原文 ウィキソース(英語)                      |
| 1313 | 2000年8月4日   | 全会一致             | 国際連合シエラレオネ派遣団の活動期限延長                                                       | 原文 ウィキソース(英語)                      |
| 1314 | 2000年8月11日  | 全会一致             | 武力紛争が子供に与える影響について                                                             | 原文 ウィキソース(英語)                      |
| 1315 | 2000年8月14日  | 全会一致             | シエラレオネ特別法廷の開設の交渉                                                               | 原文 ウィキソース(英語)                      |
| 1316 | 2000年8月23日  | 全会一致             | 国際連合コンゴ民主共和国ミッションの活動期限延長                                               | 原文 ウィキソース(英語)                      |
| 1317 | 2000年9月5日   | 全会一致             | 国際連合シエラレオネ派遣団の活動期限延長                                                       | 原文 ウィキソース(英語)                      |
| 1318 | 2000年9月7日   | 全会一致             | 特にアフリカにおける国際的な平和と安全の維持における安全保障理事会の効果的な役割についての宣言 | 原文 ウィキソース(英語)                      |
| 1319 | 2000年9月8日   | 全会一致             | 東ティモールの民兵の武装解除をインドネシアの責任で行うことを要請                               | 原文 ウィキソース(英語)                      |
| 1320 | 2000年9月15日  | 全会一致             | 国際連合エチオピア・エリトリア派遣団へ軍隊と軍事監視団を配置することを許可                     | 原文 ウィキソース(英語)                      |
| 1321 | 2000年9月20日  | 全会一致             | 国際連合シエラレオネ派遣団の活動期限延長                                                       | 原文 ウィキソース(英語)                      |
| 1322 | 2000年10月7日  | 採択 14-0-1          | エルサレムの神殿の丘における挑発行動と暴動について                                             | 原文 ウィキソース(英語)                      |
| 1323 | 2000年10月13日 | 全会一致             | 国際連合コンゴ民主共和国ミッションの活動期限延長                                               | 原文 ウィキソース(英語)                      |
| 1324 | 2000年10月30日 | 全会一致             | 国際連合西サハラ住民投票ミッションの活動期限延長                                               | 原文 ウィキソース(英語)                      |
| 1325 | 2000年10月31日 | 全会一致             | 女性・平和・安全保障に関する決議                                                               | 原文 日本語訳 ウィキソース(英語)             |
| 1326 | 2000年10月31日 | 無投票採択           | ユーゴスラビアの加盟について                                                                   | 原文 ウィキソース(英語) ウィキソース日本語訳 |
| 1327 | 2000年11月13日 | 全会一致             | 国連平和活動パネル報告書の実施について                                                         | 原文 日本語訳 ウィキソース(英語)             |
| 1328 | 2000年11月27日 | 全会一致             | 国際連合兵力引き離し監視軍の活動期限延期                                                       | 原文 ウィキソース(英語)                      |
| 1329 | 2000年11月30日 | 全会一致             | 旧ユーゴスラビア国際戦犯法廷、ルワンダ国際戦犯法廷の上訴裁判部の人員拡充                       | 原文 ウィキソース(英語)                      |
| 1330 | 2000年12月5日  | 全会一致             | 石油食料交換プログラムの活動期限延長                                                           | 原文 ウィキソース(英語)                      |
| 1331 | 2000年12月13日 | 全会一致             | 国際連合キプロス平和維持軍の活動期限延長                                                       | 原文 ウィキソース(英語)                      |
| 1332 | 2000年12月14日 | 全会一致             | 国際連合コンゴ民主共和国ミッションの活動期限延長                                               | 原文 ウィキソース(英語)                      |
| 1333 | 2000年12月19日 | 採択 13-0-2          | ターリバーンに対する追加制裁                                                                   | 原文 ウィキソース(英語)                      |
| 1334 | 2000年12月22日 | 全会一致             | 国際連合シエラレオネ派遣団の活動期限延長                                                       | 原文 ウィキソース(英語)                      |
| 2001年安全保障理事会理事国 · 中国 フランス ロシア イギリス アメリカ合衆国 · バングラデシュ コロンビア アイルランド ジャマイカ マリ モーリシャス ノルウェー シンガポール チュニジア ウクライナ |                |                      |                                                                                                |                                              |
| 1335 | 2001年1月12日  | 全会一致             | 国際連合プレヴラカ監視団の活動期限延長                                                         | 原文 ウィキソース(英語)                      |
| 1336 | 2001年1月23日  | 全会一致             | アンゴラ全面独立民族同盟に対する制裁監視メカニズムの活動期限延期                               | 原文 ウィキソース(英語)                      |
| 1337 | 2001年1月30日  | 全会一致             | 国際連合レバノン暫定駐留軍の活動期限延長                                                       | 原文 ウィキソース(英語)                      |
| 1338 | 2001年1月31日  | 全会一致             | 国際連合東ティモール暫定行政機構の活動期限延長                                                 | 原文 ウィキソース(英語)                      |
| 1339 | 2001年1月31日  | 全会一致             | 国際連合グルジア監視団の活動期限延長                                                           | 原文 ウィキソース(英語)                      |
| 1340 | 2001年2月8日   | 全会一致             | 旧ユーゴスラビア国際戦犯法廷の判事指名                                                         | 原文 ウィキソース(英語)                      |
| 1341 | 2001年2月22日  | 全会一致             | コンゴ民主共和国からのウガンダ、ルワンダなどの外国の軍隊の撤退を要請                           | 原文 ウィキソース(英語)                      |
| 1342 | 2001年2月27日  | 全会一致             | 国際連合西サハラ住民投票ミッションの活動期限延長                                               | 原文 ウィキソース(英語)                      |
| 1343 | 2001年3月7日   | 全会一致             | リベリア政府によるシエラレオネ反政府勢力支援の即時中止とリベリアのダイヤモンド原石禁輸制裁     | 原文 ウィキソース(英語)                      |
| 1344 | 2001年3月15日  | 全会一致             | 国際連合エチオピア・エリトリア派遣団の活動期限延長                                             | 原文 ウィキソース(英語)                      |
| 1345 | 2001年3月21日  | 全会一致             | マケドニア旧ユーゴスラビア共和国とユーゴスラビア南部のテロ活動と暴力を非難                     | 原文 ウィキソース(英語)                      |
| 1346 | 2001年3月30日  | 全会一致             | 国際連合シエラレオネ派遣団の活動期限延長                                                       | 原文 ウィキソース(英語)                      |
| 1347 | 2001年3月30日  | 全会一致             | ルワンダ国際戦犯法廷の判事指名                                                                 | 原文 ウィキソース(英語)                      |
| 1348 | 2001年4月19日  | 全会一致             | アンゴラ全面独立民族同盟に対する制裁監視メカニズムの活動期限延期                               | 原文 ウィキソース(英語)                      |
| 1349 | 2001年4月27日  | 全会一致             | 国際連合西サハラ住民投票ミッションの活動期限延長                                               | 原文 ウィキソース(英語)                      |
| 1350 | 2001年4月27日  | 全会一致             | 旧ユーゴスラビア国際戦犯法廷の判事指名                                                         | 原文 ウィキソース(英語)                      |
| 1351 | 2001年5月30日  | 全会一致             | 国際連合兵力引き離し監視軍の活動期限延期                                                       | 原文 ウィキソース(英語)                      |
| 1352 | 2001年6月1日   | 全会一致             | 石油食料交換プログラムの活動期限延長                                                           | 原文 ウィキソース(英語)                      |
| 1353 | 2001年6月13日  | 全会一致             | 国連平和維持活動の兵力提供国との関係強化                                                       | 原文 日本語訳 ウィキソース(英語)             |
| 1354 | 2001年6月15日  | 全会一致             | 国際連合キプロス平和維持軍の活動期限延長                                                       | 原文 ウィキソース(英語)                      |
| 1355 | 2001年6月15日  | 全会一致             | 国際連合コンゴ民主共和国ミッションの活動期限延長                                               | 原文 ウィキソース(英語)                      |
| 1356 | 2001年6月19日  | 全会一致             | ソマリアに対する武器輸出禁止の確認と国連要員等の安全のための物品についての規制免除             | 原文 ウィキソース(英語)                      |
| 1357 | 2001年6月21日  | 全会一致             | 国際連合ボスニア・ヘルツェゴヴィナ・ミッション、平和安定化部隊の活動期限延長                   | 原文 ウィキソース(英語)                      |
| 1358 | 2001年6月27日  | 賛同の拍手により採択 | コフィー・アナン国連事務総長の任期延期を勧告                                                   | 原文 ウィキソース(英語)                      |
| 1359 | 2001年6月29日  | 全会一致             | 国際連合西サハラ住民投票ミッションの活動期限延長                                               | 原文 ウィキソース(英語)                      |
| 1360 | 2001年7月3日   | 全会一致             | 石油食料交換プログラムの活動期限延長                                                           | 原文 ウィキソース(英語)                      |
| 1361 | 2001年7月5日   | 無投票採択           | 辞任により欠員となった国際司法裁判所判事を補充する選挙の期日決定                               | 原文 ウィキソース(英語)                      |
| 1362 | 2001年7月11日  | 全会一致             | 国際連合プレヴラカ監視団の活動期限延長                                                         | 原文 ウィキソース(英語)                      |
| 1363 | 2001年7月30日  | 全会一致             | アフガニスタンのターリバーンに対する制裁を監視するメカニズムの確立について                     | 原文 ウィキソース(英語)                      |
| 1364 | 2001年7月31日  | 全会一致             | 国際連合グルジア監視団の活動期限延長                                                           | 原文 ウィキソース(英語)                      |
| 1365 | 2001年7月31日  | 全会一致             | 国際連合レバノン暫定駐留軍の活動期限延長                                                       | 原文 ウィキソース(英語)                      |
| 1366 | 2001年8月30日  | 全会一致             | 武力紛争の予防に関する包括的な決議                                                             | 原文 ウィキソース(英語)                      |
| 1367 | 2001年9月10日  | 全会一致             | ユーゴスラビアに対する武器輸出規制の解除。決議1160で設立された制裁委員会の解散                 | 原文 ウィキソース(英語)                      |
| 1368 | 2001年9月12日  | 全会一致             | アメリカ同時多発テロ事件を非難                                                                 | 原文 日本語訳 ウィキソース(英語)             |
| 1369 | 2001年9月14日  | 全会一致             | 国際連合エチオピア・エリトリア派遣団の活動期限延長                                             | 原文 ウィキソース(英語)                      |
| 1370 | 2001年9月18日  | 全会一致             | 国際連合シエラレオネ派遣団の活動期限延長                                                       | 原文 ウィキソース(英語)                      |
| 1371 | 2001年9月26日  | 全会一致             | 決議1345の完全な実施を要請                                                                     | 原文 ウィキソース(英語)                      |
| 1372 | 2001年9月28日  | 採択 14-0-1          | スーダンに対する制裁解除                                                                       | 原文 ウィキソース(英語)                      |
| 1373 | 2001年9月28日  | 全会一致             | 反テロリズムに関する決議                                                                       | 原文 日本語訳 ウィキソース(英語)             |
| 1374 | 2001年10月19日 | 全会一致             | アンゴラ全面独立民族同盟に対する制裁監視メカニズムの活動期限延期                               | 原文 ウィキソース(英語)                      |
| 1375 | 2001年10月29日 | 全会一致             | ブルンジにおける暫定政府の設立について強く支持                                                 | 原文 ウィキソース(英語)                      |
| 1376 | 2001年11月9日  | 全会一致             | 国際連合コンゴ民主共和国ミッションの第3フェーズの展開                                          | 原文 ウィキソース(英語)                      |
| 1377 | 2001年11月12日 | 全会一致             | テロとの戦いに対する国際的な取り組みに関する宣言                                               | 原文 ウィキソース(英語)                      |
| 1378 | 2001年11月14日 | 全会一致             | アフガニスタンにおける暫定統治機構の樹立を支援                                                 | 原文 ウィキソース(英語)                      |
| 1379 | 2001年11月20日 | 全会一致             | 武力紛争が子供に与える影響について                                                             | 原文 ウィキソース(英語)                      |
| 1380 | 2001年11月27日 | 全会一致             | 国際連合西サハラ住民投票ミッションの活動期限延長                                               | 原文 ウィキソース(英語)                      |
| 1381 | 2001年11月27日 | 全会一致             | 国際連合兵力引き離し監視軍の活動期限延期                                                       | 原文 ウィキソース(英語)                      |
| 1382 | 2001年11月29日 | 全会一致             | 石油食料交換プログラムの活動期限延長                                                           | 原文 ウィキソース(英語)                      |
| 1383 | 2001年12月6日  | 全会一致             | アフガニスタン政府樹立に向けた手続きに関する合意を支持                                         | 原文 ウィキソース(英語)                      |
| 1384 | 2001年12月14日 | 全会一致             | 国際連合キプロス平和維持軍の活動期限延長                                                       | 原文 ウィキソース(英語)                      |
| 1385 | 2001年12月19日 | 全会一致             | シエラレオネに対する禁輸措置の延長                                                             | 原文 ウィキソース(英語)                      |
| 1386 | 2001年12月20日 | 全会一致             | 国際治安支援部隊の設立について                                                                 | 原文 ウィキソース(英語)                      |
| 2002年安全保障理事会理事国 · 中国 フランス ロシア イギリス アメリカ合衆国 · ブルガリア カメルーン コロンビア ギニア アイルランド メキシコ モーリシャス ノルウェー シンガポール シリア         |                |                      |                                                                                                |                                              |
| 1387 | 2002年1月15日  | 全会一致             | 国際連合プレヴラカ監視団の活動期限延長                                                         | 原文 ウィキソース(英語)                      |
| 1388 | 2002年1月15日  | 全会一致             | アリアナ・アフガン航空に対する制裁解除                                                         | 原文 ウィキソース(英語)                      |
| 1389 | 2002年1月16日  | 全会一致             | 国際連合シエラレオネ派遣団に選挙関連の任務を追加                                               | 原文 ウィキソース(英語)                      |
| 1390 | 2002年1月16日  | 全会一致             | ターリバーンとアルカーイダに対する制裁の継続                                                   | 原文 ウィキソース(英語)                      |
| 1391 | 2002年1月28日  | 全会一致             | 国際連合レバノン暫定駐留軍の活動期限延長                                                       | 原文 ウィキソース(英語)                      |
| 1392 | 2002年1月31日  | 全会一致             | 国際連合東ティモール暫定行政機構の活動期限延長                                                 | 原文 ウィキソース(英語)                      |
| 1393 | 2002年1月31日  | 全会一致             | 国際連合グルジア監視団の活動期限延長                                                           | 原文 ウィキソース(英語)                      |
| 1394 | 2002年2月27日  | 全会一致             | 国際連合西サハラ住民投票ミッションの活動期限延長                                               | 原文 ウィキソース(英語)                      |
| 1395 | 2002年2月27日  | 全会一致             | リベリアに対する制裁監視のための決議第1343に基づく専門家パネルの再設置                         | 原文 ウィキソース(英語)                      |
| 1396 | 2002年3月5日   | 全会一致             | 欧州連合によるボスニア・ヘルツェゴヴィナにおける欧州連合警察ミッション設置を歓迎               | 原文 ウィキソース(英語)                      |
| 1397 | 2002年3月12日  | 採択 14-0-1          | 2000年9月以来続くイスラエル・パレスチナ間の暴力行為の中止を要請                                | 原文 ウィキソース(英語)                      |
| 1398 | 2002年3月15日  | 全会一致             | 国際連合エチオピア・エリトリア派遣団の活動期限延長                                             | 原文 ウィキソース(英語)                      |
| 1399 | 2002年3月19日  | 全会一致             | コンゴ民主共和国におけるコンゴ民主連合の活動を非難                                             | 原文 ウィキソース(英語)                      |
| 1400 | 2002年3月28日  | 全会一致             | 国際連合シエラレオネ派遣団の活動期限延長                                                       | 原文 ウィキソース(英語)                      |